# Village olympique de Milan
 (2026).
Le village olympique de Milan est l'un des villages olympiques qui accueilleront les athlètes participant aux Jeux olympiques d'hiver de 2026 et aux Jeux paralympiques d'hiver de 2026 qui se dérouleront à Milan et Cortina d'Ampezzo en février et mars 2026, aux côtés du village olympique de Livigno et de celui de Cortina d'Ampezzo.

## Histoire
Le projet du complexe, conçu par l'agence d'architectes américaine Skidmore, Owings & Merrill, a été présenté en juillet 2021, avec une livraison prévue à juillet 2025,.